# Cabinet Zeyer II
Sarre
Zeyer I Zeyer III
Le cabinet Zeyer II (Kabinett Zeyer II, en allemand) est le gouvernement du Land allemand de Sarre entre le 23 mai 1980 et le 10 juillet 1984, durant la huitième législature du Landtag.

## Coalition et historique
Dirigé par le ministre-président chrétien-démocrate sortant, Werner Zeyer, il est soutenu par une « coalition noire-jaune » entre l'Union chrétienne-démocrate d'Allemagne (CDU) et le Parti libéral-démocrate (FDP), qui disposent ensemble de 27 députés sur 51 au Landtag, soit 52,9 % des sièges.
Il a été formé à la suite des élections régionales du 27 avril 1980, au cours desquelles le Parti social-démocrate d'Allemagne (SPD) est devenu la première force politique du Land, sans majorité absolue, et succède au cabinet Zeyer I, formé d'une alliance identique. Le très important remaniement du 10 juillet 1984 a conduit à la constitution du cabinet Zeyer III, toujours soutenu par la CDU et le FDP.

## Composition

### Initiale
- Les nouveaux ministres sont indiqués en gras, ceux ayant changé d'attributions en italique.

| Portefeuille                                                                                               | Nom | Nom | Parti |
| --- | --- | --- | ----- |
| Ministre-président                                                                                         |     | Werner Zeyer | CDU   |
| Ministre de l'Intérieur                                                                                    |     | Rainer Wicklmayr | CDU   |
| Ministre des Finances                                                                                      |     | Gerhard Zeitel | CDU   |
| Ministre des Questions juridiques Ministre des Questions juridiques et des Affaires fédérales (01/09/1981) |     | Franz Becker | CDU   |
| Ministre de l'Éducation, de la Formation et des Sports                                                     |     | Wolfgang Knies | CDU   |
| Ministre du Travail, de la Santé et de l'Ordre social                                                      |     | Rosemarie Scheurlen | FDP   |
| Ministre de l'Économie, des Transports et de l'Agriculture                                                 |     | Werner Klumpp (jusqu'au 14/07/1982) Edwin Hügel (jusqu'au 04/10/1983) Walter Henn (du 11/10 au 22/12/1983) Horst Rehberger (à partir du 11/01/1984) | FDP   |
| Ministre de l'Environnement, de l'Aménagement du territoire et des Travaux publics                         |     | Günther Schacht | CDU   |